# Ben-Hur Motor Company

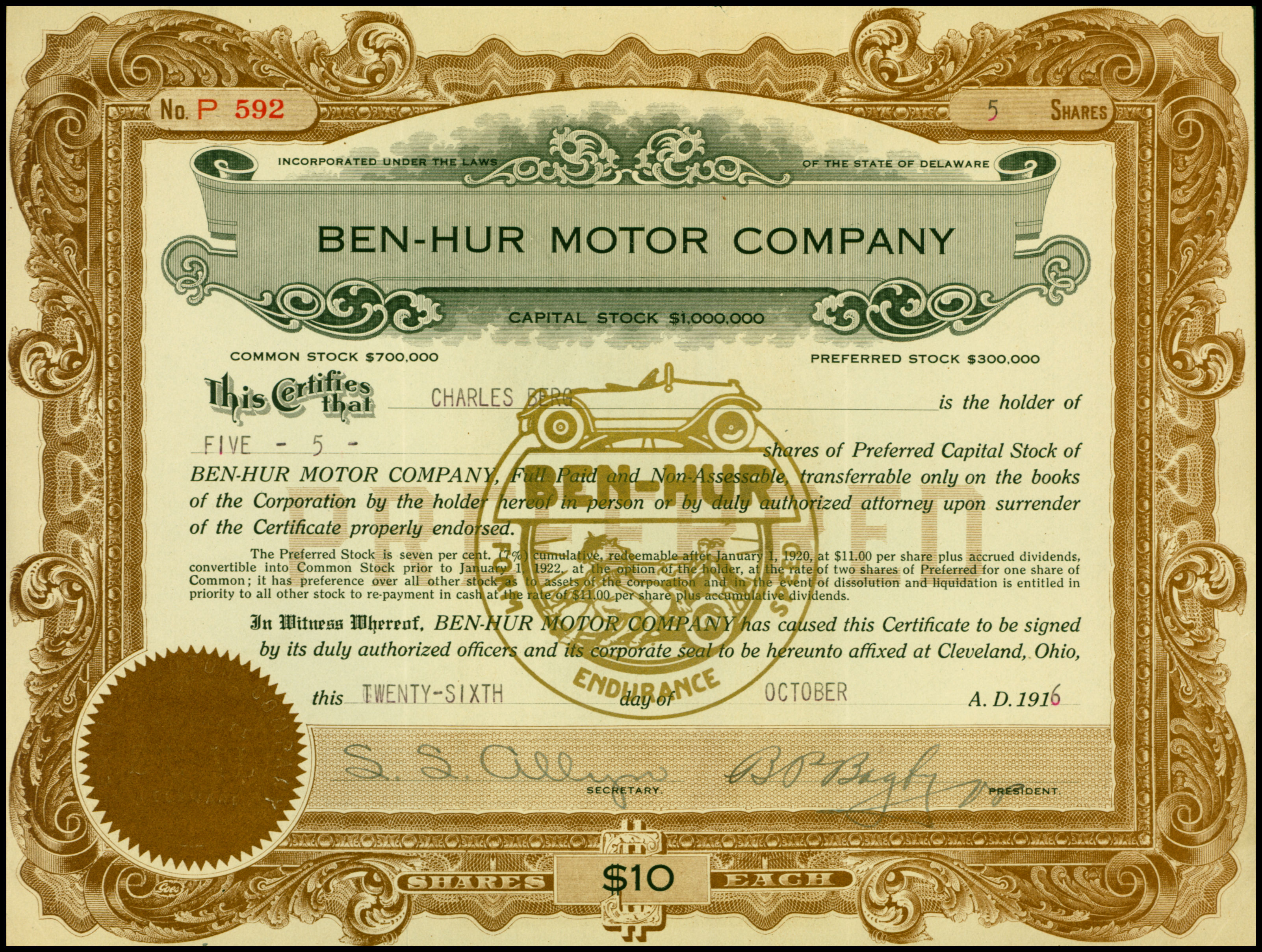
Aktie der Ben-Hur Motor Company vom 26. Oktober 1916

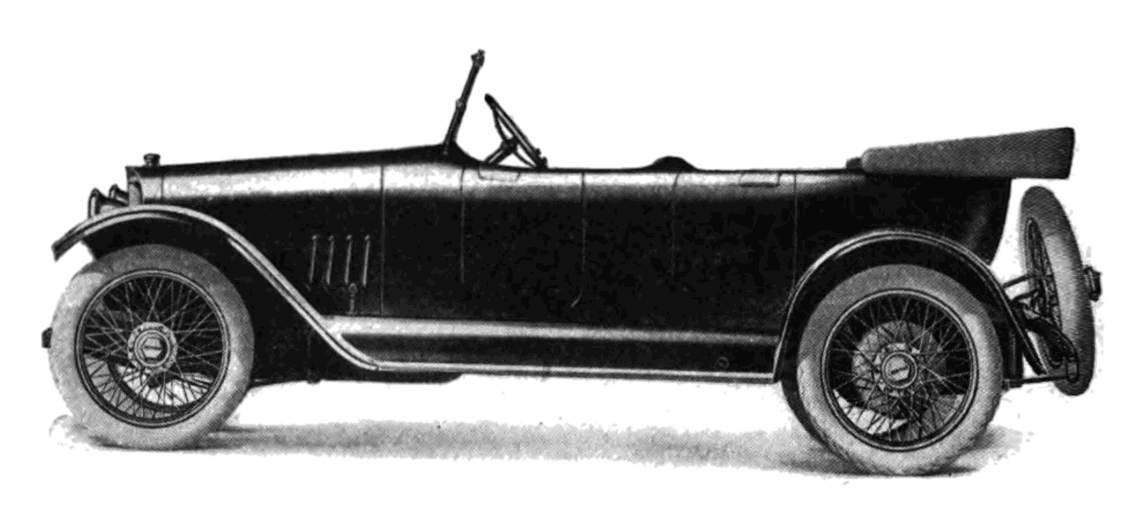
Ben Hur Six

Ben-Hur Motor Company war ein US-amerikanischer Automobilhersteller. In der Literatur findet sich die Schreibweise Ben Hur Motor Company ohne Bindestrich.

## Unternehmensgeschichte
L. L. Allyn gründete 1916 das Unternehmen in Willoughby in Ohio. Er begann mit der Produktion von Automobilen, die als Ben Hur vermarktet wurden. Bis Februar 1918 entstanden etwa 30 bis 40 Fahrzeuge. Zu dieser Zeit betrug die Produktionskapazität 20 Fahrzeuge täglich, die Pläne hingegen beschränkten sich auf 5 bis 10 Fahrzeuge wöchentlich. Im Mai 1918 folgte die Insolvenz.
Konstrukteur war B. P. Bagby, der nach der Insolvenz der Ben-Hur Motor Company die Midwest Motor Company gründete.

## Fahrzeuge
Das einzige Modell war der Six. Er hatte einen Sechszylindermotor von Buda, der mit 29,4 PS nach NACC-Norm angegeben war. Jeder Zylinder hatte 3,5 Zoll Bohrung und 5,25 Zoll Hub. Umgerechnet sind das 88,9 mm Bohrung, 133,35 mm Hub und 4966 cm³ Hubraum. Der Motor stammte von Buda und leistete 60 PS. Er war vorn längs eingebaut und trieb über ein Dreiganggetriebe die Hinterachse an. Das Fahrgestell hatte 320 cm Radstand. Zur Wahl standen viersitziger Roadster, siebensitziger Tourenwagen und siebensitzige Touren-Limousine.